# Seven de Francia 2018
El Seven de Francia 2018 fue la séptima edición del Seven de Francia y la décima etapa de la Serie Mundial de Rugby 7 2017-18. Se realizó durante los días 9 y 10 de junio de 2018 en el Stade Jean-Bouin.

## Formato
Se dividen en cuatro grupos de cuatro equipos, cada grupo se resuelve con el sistema de todos contra todos a una sola ronda; la victoria otorga 3 puntos, el empate 2 y la derrota 1 punto.
Los dos equipos con más puntos en cada grupo avanzan a cuartos de final de la Copa. Los cuatro ganadores avanzan a semifinales de la Copa, y los cuatro perdedores a semifinales por el quinto puesto.
Los dos equipos con menos puntos en cada grupo avanzan a cuartos de final de la challenge trophy. Los cuatro ganadores avanzan a semifinales de la challenge trophy, y los cuatro perdedores a semifinales del decimotercer puesto.

## Equipos participantes
Como selección invitada se suma Irlanda.
| - Argentina - Australia - Canadá - Escocia | - España - Estados Unidos - Fiyi - Francia | - Gales - Inglaterra - Irlanda - Kenia | - Nueva Zelanda - Rusia - Samoa - Sudáfrica |

## Resultados

### Fase de grupos
- Todos los horarios corresponden al huso horario local: UTC+2.[1]

#### Grupo A
| Pos | Países        | Pts | Partidos | Partidos | Partidos | Partidos | Tantos | Tantos | Tantos |
| Pos | Países        | Pts | J        | G        | E        | P        | PF     | PC     | DP     |
| --- | ------------- | --- | -------- | -------- | -------- | -------- | ------ | ------ | ------ |
| 1   | Fiyi          | 7   | 3        | 2        | 0        | 1        | 80     | 51     | +29    |
| 2   | Nueva Zelanda | 7   | 3        | 2        | 0        | 1        | 63     | 48     | +15    |
| 3   | Kenia         | 7   | 3        | 2        | 0        | 1        | 51     | 53     | -2     |
| 4   | Samoa         | 3   | 3        | 0        | 0        | 3        | 39     | 81     | -42    |

|  | Avanzan a cuartos de final. |

| 9 de junio, 10:28 | Nueva Zelanda | 24 - 5 | Kenia | Stade Jean-Bouin, París |  |

| 9 de junio, 10:50 | Fiyi | 35 - 12 | Samoa | Stade Jean-Bouin, París |  |

| 9 de junio, 13:24 | Nueva Zelanda | 22 - 17 | Samoa | Stade Jean-Bouin, París |  |

| 9 de junio, 13:46 | Fiyi | 19 - 22 | Kenia | Stade Jean-Bouin, París |  |

| 9 de junio, 18:52 | Kenia | 24 - 10 | Samoa | Stade Jean-Bouin, París |  |

| 9 de junio, 19:14 | Fiyi | 26 - 17 | Nueva Zelanda | Stade Jean-Bouin, París |  |

#### Grupo B
| Pos | Países    | Pts | Partidos | Partidos | Partidos | Partidos | Tantos | Tantos | Tantos |
| Pos | Países    | Pts | J        | G        | E        | P        | PF     | PC     | DP     |
| --- | --------- | --- | -------- | -------- | -------- | -------- | ------ | ------ | ------ |
| 1   | Sudáfrica | 7   | 3        | 2        | 0        | 1        | 61     | 33     | +28    |
| 2   | Canadá    | 7   | 3        | 2        | 0        | 1        | 59     | 49     | +10    |
| 3   | Escocia   | 7   | 3        | 2        | 0        | 1        | 45     | 52     | -7     |
| 4   | Rusia     | 3   | 3        | 0        | 0        | 3        | 40     | 71     | -31    |

|  | Avanzan a cuartos de final. |

| 9 de junio, 9:44 | Canadá | 33 - 7 | Rusia | Stade Jean-Bouin, París |  |

| 9 de junio, 10:06 | Sudáfrica | 12 - 14 | Escocia | Stade Jean-Bouin, París |  |

| 9 de junio, 12:40 | Canadá | 26 - 14 | Escocia | Stade Jean-Bouin, París |  |

| 9 de junio, 13:02 | Sudáfrica | 21 - 19 | Rusia | Stade Jean-Bouin, París |  |

| 9 de junio, 18:08 | Rusia | 14 - 17 | Escocia | Stade Jean-Bouin, París |  |

| 9 de junio, 18:30 | Sudáfrica | 28 - 0 | Canadá | Stade Jean-Bouin, París |  |

#### Grupo C
| Pos | Países    | Pts | Partidos | Partidos | Partidos | Partidos | Tantos | Tantos | Tantos |
| Pos | Países    | Pts | J        | G        | E        | P        | PF     | PC     | DP     |
| --- | --------- | --- | -------- | -------- | -------- | -------- | ------ | ------ | ------ |
| 1   | Irlanda   | 8   | 3        | 2        | 1        | 0        | 57     | 38     | +19    |
| 2   | España    | 7   | 3        | 2        | 0        | 1        | 43     | 38     | +5     |
| 3   | Australia | 5   | 3        | 1        | 0        | 2        | 53     | 51     | +2     |
| 4   | Gales     | 4   | 3        | 0        | 1        | 2        | 43     | 69     | -26    |

|  | Avanzan a cuartos de final. |

| 9 de junio, 9:00 | Australia | 29 - 10 | Gales | Stade Jean-Bouin, París |  |

| 9 de junio, 9:22 | Irlanda | 14 - 5 | España | Stade Jean-Bouin, París |  |

| 9 de junio, 11:56 | Australia | 10 - 17 | España | Stade Jean-Bouin, París |  |

| 9 de junio, 12:18 | Irlanda | 19 - 19 | Gales | Stade Jean-Bouin, París |  |

| 9 de junio, 17:24 | Gales | 14 - 21 | España | Stade Jean-Bouin, París |  |

| 9 de junio, 17:46 | Irlanda | 24 - 14 | Australia | Stade Jean-Bouin, París |  |

#### Grupo D
| Pos | Países         | Pts | Partidos | Partidos | Partidos | Partidos | Tantos | Tantos | Tantos |
| Pos | Países         | Pts | J        | G        | E        | P        | PF     | PC     | DP     |
| --- | -------------- | --- | -------- | -------- | -------- | -------- | ------ | ------ | ------ |
| 1   | Estados Unidos | 8   | 3        | 2        | 1        | 0        | 73     | 40     | +33    |
| 2   | Inglaterra     | 8   | 3        | 2        | 1        | 0        | 77     | 61     | +16    |
| 3   | Francia        | 5   | 3        | 1        | 0        | 2        | 61     | 80     | -19    |
| 4   | Argentina      | 3   | 3        | 0        | 0        | 3        | 52     | 82     | -30    |

|  | Avanzan a cuartos de final. |

| 9 de junio, 11:12 | Estados Unidos | 26 - 7 | Argentina | Stade Jean-Bouin, París |  |

| 9 de junio, 11:34 | Inglaterra | 28 - 21 | Francia | Stade Jean-Bouin, París |  |

| 9 de junio, 14:08 | Estados Unidos | 26 - 12 | Francia | Stade Jean-Bouin, París |  |

| 9 de junio, 14:30 | Inglaterra | 28 - 19 | Argentina | Stade Jean-Bouin, París |  |

| 9 de junio, 19:36 | Argentina | 26 - 28 | Francia | Stade Jean-Bouin, París |  |

| 9 de junio, 19:58 | Inglaterra | 21 - 21 | Estados Unidos | Stade Jean-Bouin, París |  |

### Etapa eliminatoria

#### Copa de oro
|  | Cuartos de final | Cuartos de final | Cuartos de final |           |               | Semifinales   | Semifinales | Semifinales |        |               | Copa de oro   | Copa de oro   | Copa de oro |  |
|  |                  |                  |                  |           |               |               |             |             |        |               |               |               |             |  |
|  |                  |                  |                  |           |               |               |             |             |        |               |               |               |             |  |
|  | Fiyi             | Fiyi             | 17               |           |               |               |             |             |        |               |               |               |             |  |
|  | Fiyi             | Fiyi             | 17               |           |               |               |             |             |        |               |               |               |             |  |
|  | Inglaterra       | Inglaterra       | 19               |           |               |               |             |             |        |               |               |               |             |  |
|  | Inglaterra       | Inglaterra       | 19               |           | Inglaterra    | Inglaterra    | 26          |             |        |               |               |               |             |  |
|  |                  |                  |                  |           | Inglaterra    | Inglaterra    | 26          |             |        |               |               |               |             |  |
|  |                  |                  | Canadá           | Canadá    | 12            |               |             |             |        |               |               |               |             |  |
|  | Irlanda          | Irlanda          | Canadá           | Canadá    | 12            | 5             |             |             |        |               |               |               |             |  |
|  | Irlanda          | Irlanda          |                  |           |               |               |             |             |        |               |               |               |             |  |
|  | Canadá           | Canadá           | 19               |           |               |               |             |             |        |               |               |               |             |  |
|  | Canadá           | Canadá           | 19               |           |               |               |             |             |        | Inglaterra    | Inglaterra    | 14            |             |  |
|  |                  |                  |                  |           |               |               |             |             |        | Inglaterra    | Inglaterra    | 14            |             |  |
|  |                  |                  | Sudáfrica        | Sudáfrica | 24            |               |             |             |        |               |               |               |             |  |
|  | Estados Unidos   | Estados Unidos   | Sudáfrica        | Sudáfrica | 24            | 7             |             |             |        |               |               |               |             |  |
|  | Estados Unidos   | Estados Unidos   |                  |           |               |               |             |             |        |               |               |               |             |  |
|  | Nueva Zelanda    | Nueva Zelanda    | 33               |           |               |               |             |             |        |               |               |               |             |  |
|  | Nueva Zelanda    | Nueva Zelanda    | 33               |           | Nueva Zelanda | Nueva Zelanda | 12          |             |        | Tercer puesto | Tercer puesto | Tercer puesto |             |  |
|  |                  |                  |                  |           | Nueva Zelanda | Nueva Zelanda | 12          |             |        | Tercer puesto | Tercer puesto | Tercer puesto |             |  |
|  |                  |                  | Sudáfrica        | Sudáfrica | 24            |               |             |             |        |               |               |               |             |  |
|  | Sudáfrica        | Sudáfrica        | Sudáfrica        | Sudáfrica | 24            | 15            |             |             | Canadá | Canadá        | 5             |               |             |  |
|  | Sudáfrica        | Sudáfrica        |                  |           |               |               |             |             | Canadá | Canadá        | 5             |               |             |  |
|  | España           | España           | 10               |           |               |               |             |             |        |               | Nueva Zelanda | Nueva Zelanda | 38          |  |
|  | España           | España           | 10               |           |               |               |             |             |        |               | Nueva Zelanda | Nueva Zelanda | 38          |  |
|  |                  |                  |                  |           |               |               |             |             |        |               |               |               |             |  |

##### Cuartos de final
| 10 de junio, 10:13 | Fiyi | 17 - 19 | Inglaterra | Stade Jean-Bouin, París |  |

| 10 de junio, 10:35 | Irlanda | 5 - 19 | Canadá | Stade Jean-Bouin, París |  |

| 10 de junio, 10:57 | Estados Unidos | 7 - 33 | Nueva Zelanda | Stade Jean-Bouin, París |  |

| 10 de junio, 11:19 | Sudáfrica | 15 - 10 (5 - 0 t. s.) | España | Stade Jean-Bouin, París |  |

##### Semifinales
| 10 de junio, 14:03 | Inglaterra | 26 - 12 | Canadá | Stade Jean-Bouin, París |  |

| 10 de junio, 14:25 | Nueva Zelanda | 12 - 24 | Sudáfrica | Stade Jean-Bouin, París |  |

##### Tercer puesto
| 10 de junio, 18:29 | Canadá | 5 - 38 | Nueva Zelanda | Stade Jean-Bouin, París |  |

##### Final
| 10 de junio, 18:54 | Inglaterra | 14 - 24 | Sudáfrica | Stade Jean-Bouin, París |  |

#### Quinto puesto
|  | Semifinales    | Semifinales    | Semifinales    |                |      | Quinto puesto | Quinto puesto | Quinto puesto |  |
|  |                |                |                |                |      |               |               |               |  |
|  |                |                |                |                |      |               |               |               |  |
|  | Fiyi           | Fiyi           | 38             |                |      |               |               |               |  |
|  | Fiyi           | Fiyi           | 38             |                |      |               |               |               |  |
|  | Irlanda        | Irlanda        | 5              |                |      |               |               |               |  |
|  | Irlanda        | Irlanda        | 5              |                | Fiyi | Fiyi          | 28            |               |  |
|  |                |                |                |                | Fiyi | Fiyi          | 28            |               |  |
|  |                |                | Estados Unidos | Estados Unidos | 7    |               |               |               |  |
|  | Estados Unidos | Estados Unidos | Estados Unidos | Estados Unidos | 7    | 28            |               |               |  |
|  | Estados Unidos | Estados Unidos |                |                |      | 28            |               |               |  |
|  | España         | España         | 7              |                |      |               |               |               |  |
|  | España         | España         | 7              |                |      |               |               |               |  |
|  |                |                |                |                |      |               |               |               |  |

#### Challenge trophy
|  | Eliminatoria | Eliminatoria | Eliminatoria |           |           | Semifinales | Semifinales | Semifinales |  |           | Challenge trophy | Challenge trophy | Challenge trophy |  |
|  |              |              |              |           |           |             |             |             |  |           |                  |                  |                  |  |
|  |              |              |              |           |           |             |             |             |  |           |                  |                  |                  |  |
|  | Kenia        | Kenia        | 12           |           |           |             |             |             |  |           |                  |                  |                  |  |
|  | Kenia        | Kenia        | 12           |           |           |             |             |             |  |           |                  |                  |                  |  |
|  | Argentina    | Argentina    | 19           |           |           |             |             |             |  |           |                  |                  |                  |  |
|  | Argentina    | Argentina    | 19           |           | Argentina | Argentina   | 24          |             |  |           |                  |                  |                  |  |
|  |              |              |              |           | Argentina | Argentina   | 24          |             |  |           |                  |                  |                  |  |
|  |              |              | Australia    | Australia | 19        |             |             |             |  |           |                  |                  |                  |  |
|  | Australia    | Australia    | Australia    | Australia | 19        | 14          |             |             |  |           |                  |                  |                  |  |
|  | Australia    | Australia    |              |           |           |             |             |             |  |           |                  |                  |                  |  |
|  | Rusia        | Rusia        | 5            |           |           |             |             |             |  |           |                  |                  |                  |  |
|  | Rusia        | Rusia        | 5            |           |           |             |             |             |  | Argentina | Argentina        | 33               |                  |  |
|  |              |              |              |           |           |             |             |             |  | Argentina | Argentina        | 33               |                  |  |
|  |              |              | Gales        | Gales     | 26        |             |             |             |  |           |                  |                  |                  |  |
|  | Francia      | Francia      | Gales        | Gales     | 26        | 19          |             |             |  |           |                  |                  |                  |  |
|  | Francia      | Francia      |              |           |           |             |             |             |  |           |                  |                  |                  |  |
|  | Samoa        | Samoa        | 7            |           |           |             |             |             |  |           |                  |                  |                  |  |
|  | Samoa        | Samoa        | 7            |           | Francia   | Francia     | 26          |             |  |           |                  |                  |                  |  |
|  |              |              |              |           | Francia   | Francia     | 26          |             |  |           |                  |                  |                  |  |
|  |              |              | Gales        | Gales     | 28        |             |             |             |  |           |                  |                  |                  |  |
|  | Escocia      | Escocia      | Gales        | Gales     | 28        | 5           |             |             |  |           |                  |                  |                  |  |
|  | Escocia      | Escocia      |              |           |           |             |             |             |  |           |                  |                  |                  |  |
|  | Gales        | Gales        | 28           |           |           |             |             |             |  |           |                  |                  |                  |  |
|  | Gales        | Gales        | 28           |           |           |             |             |             |  |           |                  |                  |                  |  |
|  |              |              |              |           |           |             |             |             |  |           |                  |                  |                  |  |

#### Decimotercer puesto
|  | Semifinales | Semifinales | Semifinales |         |       | Decimotercer puesto | Decimotercer puesto | Decimotercer puesto |  |
|  |             |             |             |         |       |                     |                     |                     |  |
|  |             |             |             |         |       |                     |                     |                     |  |
|  | Kenia       | Kenia       | 26          |         |       |                     |                     |                     |  |
|  | Kenia       | Kenia       | 26          |         |       |                     |                     |                     |  |
|  | Rusia       | Rusia       | 14          |         |       |                     |                     |                     |  |
|  | Rusia       | Rusia       | 14          |         | Kenia | Kenia               | 21                  |                     |  |
|  |             |             |             |         | Kenia | Kenia               | 21                  |                     |  |
|  |             |             | Escocia     | Escocia | 20    |                     |                     |                     |  |
|  | Samoa       | Samoa       | Escocia     | Escocia | 20    | 19                  |                     |                     |  |
|  | Samoa       | Samoa       |             |         |       | 19                  |                     |                     |  |
|  | Escocia     | Escocia     | 24          |         |       |                     |                     |                     |  |
|  | Escocia     | Escocia     | 24          |         |       |                     |                     |                     |  |
|  |             |             |             |         |       |                     |                     |                     |  |

## Posiciones finales
| Pos               | Equipo         |
| ----------------- | -------------- |
| Medalla de oro    | Sudáfrica      |
| Medalla de plata  | Inglaterra     |
| Medalla de bronce | Nueva Zelanda  |
| 4                 | Canadá         |
| 5                 | Fiyi           |
| 6                 | Estados Unidos |
| 7                 | España         |
| 7                 | Irlanda        |
| 9                 | Argentina      |
| 10                | Gales          |
| 11                | Francia        |
| 11                | Australia      |
| 13                | Kenia          |
| 14                | Escocia        |
| 15                | Samoa          |
| 15                | Rusia          |